# Alex Johnson (Kletterin)

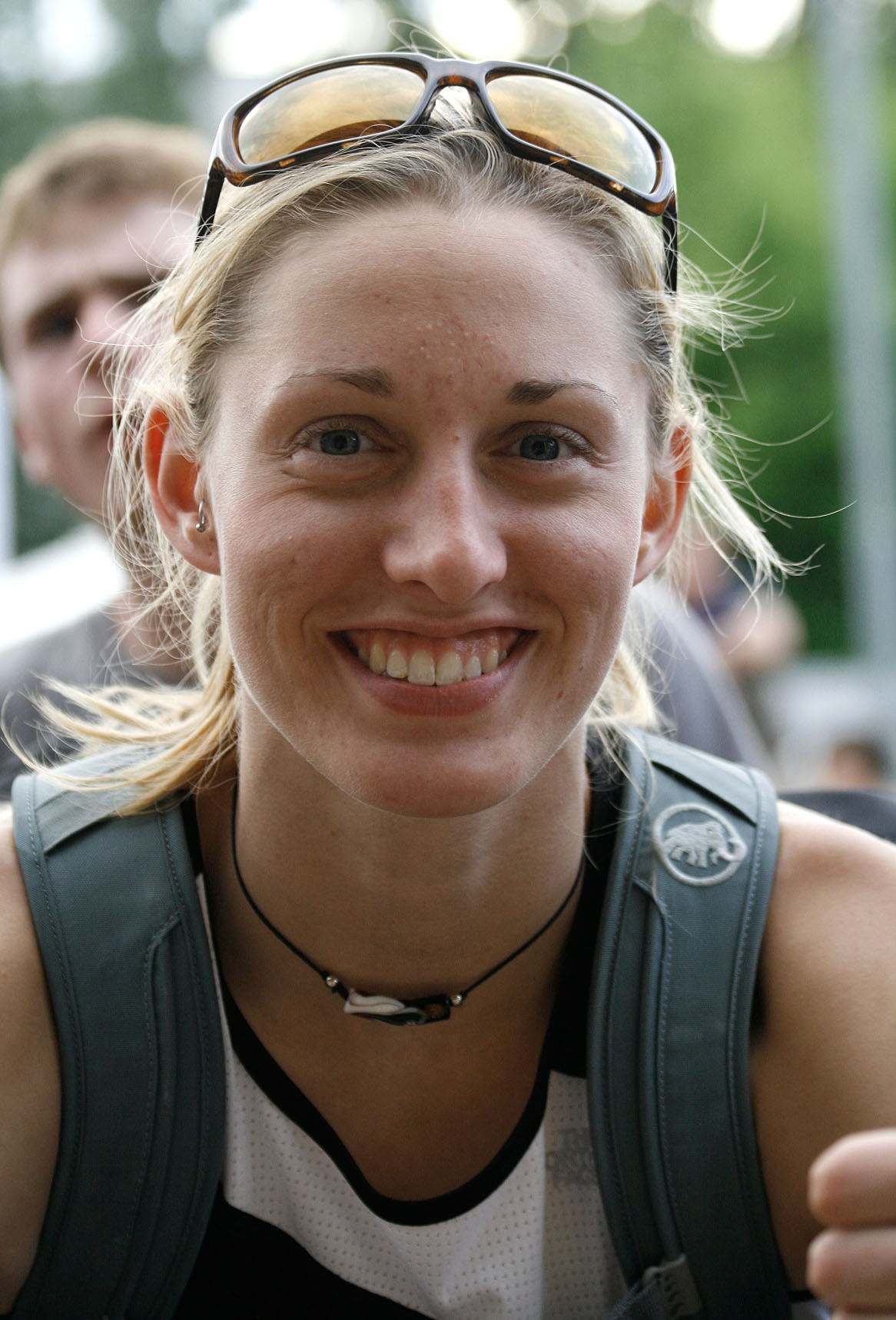
Alex Johnson am Weltcup in Wien 2010

Alex Johnson  (* 3. April 1989 in Hudson) ist eine amerikanische Sportkletterin. Sie hat Boulder bis zum Schwierigkeitsgrad 8B+ geklettert und ist bekannt für mehrere erste Frauenbegehungen.

## Karriere
Johnson begann 1997 zu klettern und ist seit 2001 Mitglied im Nationalteam der USA. 2003 gewann sie mit 13 Jahren die Nationalmeisterschaften. Ihren ersten internationalen Weltcup gewann sie 2008 in Vail im Bouldern. 2010 gewann sie ihren zweiten Weltcup in Greifensee. Damit war sie die erste US-amerikanische Person, die im Bouldern zwei Weltcup-Goldmedaillen gewonnen hatte.
2016 machte sie eine Pause vom Wettkampfklettern und legte ihren Fokus aufs Felsklettern. In dieser Zeit gelangen ihr mehrere Erstbegehungen und erste Frauenbegehungen. Sie kletterte unter anderem ihren bisher schwierigsten Boulder The Swarm (8B+).
2019 kehrte sie zum Wettkampfklettern zurück und gewann Silber in den Nationalmeisterschaften. Ihr Ziel war es, sich für die Olympischen Spiele in Tokio zu qualifizieren, was ihr jedoch nicht gelang.
Insgesamt wurde sie fünf-mal US-Nationalmeisterin und sieben-mal Vizemeisterin. 2008 gewann sie zudem den Golden Piton Award.

## Privates
2018 outete sie sich öffentlich als LGBT-Person. Sie setzt sich für LGBT-Rechte und für mehr LGBT-Repräsentation im Klettersport ein.

## Erfolge (Auswahl)
8B+
- The Swarm – Bishop, USA

8B
- VantaBlack – Red Rock, USA – erste Frauenbegehung
- Hungry Hungry Hippos – Red Rock, USA – erste Frauenbegehung
- Huthin' But Sunshine – Rocky-Mountain-Nationalpark, USA

8A+
- The Full Monty – Hueco Tanks, USA – erste Frauenbegehung
- Ching – Little Cottonwood, USA – erste Frauenbegehung
- Clear Skies – Mount Evans, USA – erste Frauenbegehung
- The Mystery – Bishop, USA – erste Frauenbegehung
- Diaphanous Sea – Hueco Tanks, USA – erste Frauenbegehung
- Lethal Design – Red Rock, USA – erste Frauenbegehung
- Book of Nightmares – Red Rock, USA – erste Frauenbegehung
- The Muffler – Little Cottonwood, USA
- Mind Matters (highball) – Guanella Pass, USA